# Jean Marc Gaspard Itard

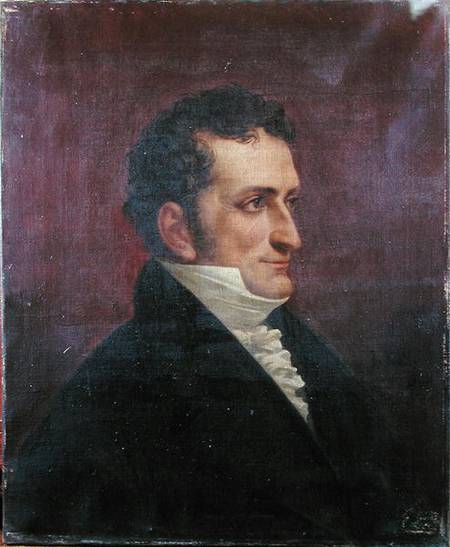
Jean Itard, kolem 1800

Jean Marc Gaspard Itard [žán már gaspár itár] (24. dubna 1774, Oraison, Alpes-de-Haute-Provence – 5. července 1838, Paříž) byl francouzský lékař, který se věnoval poruchám sluchu, péči o neslyšící a proslavil se zprávami o Viktorovi z Aveyronu. Patří mezi průkopníky speciální pedagogiky.

## Život a působení
Pocházel z měšťanské rodiny, studoval v Riez a do roku 1789 u oratoriánů v Marseille. Za obléhání Toulonu 1793 se stal asistentem přednosty vojenské nemocnice a od roku 1795 navštěvoval kurzy chirurgie v Toulonu a v Paříži, v nemocnici Val-de-Grace, kde se stal pomocným chirurgem. Ještě než roku 1802 promoval, svěřil mu roku 1800 abbé Sicard, ředitel Ústavu pro hluchoněmé, asi dvanáctiletého chlapce, „vlčí dítě“, později známé jako Viktor z Aveyronu. V letech 1801 a 1806 Itard publikoval dvě důkladné zprávy o stavu a výchově chlapce, které se věnoval pravidelně každý večer.
Spolupracoval s o málo mladším, ale zkušenějším René Laennekem, pozdějším vynálezcem stetoskopu, a roku 1803 poprvé popsal pneumotorax.
Jako lékař Ústavu pro hluchoněmé se věnoval jejich výchově a léčení různých poruch řeči, zejména koktavosti. Roku 1825 uveřejnil pojednání o „mimovolných funkcích a pohybech“, kde popsal tiky mladé markýzy de Dampierre, a ze kterého o šedesát let později vyšel Georges de La Tour při popisu tourettova syndromu. Vypracoval řadu metod a pomůcek pro léčení a výchovu sluchově postižených, na což navázala Marie Montessori. Věnoval se i dalším oblastem speciální pedagogiky a publikoval řadu odborných textů.

## Publikace
- Mémoire et Rapport sur Victor de l'Aveyron (1801 et 1806)
- Traité des maladies d'oreille et de l'audition I. a II: (Pojednání o nemocech ucha a sluchu). Paříž, Méquignon Marvis, 1821.
- Mémoire sur quelques functions involontaires des appareils de la locomotion, de la préhension et de la voix (Zpráva o některých mimovolných funkcích pohybového i hlasového ústrojí), Archives générales de médecine, Paris, 1825, 8: 385–407.[2]